# Iakoute
Cet article concerne la langue iakoute. Pour le peuple iakoute, voir Iakoutes.
Pour les articles homonymes, voir Iakoute (homonymie).
Le iakoute ou yakoute (саха тыла / sakha tyla en iakoute) est une langue appartenant à la famille des langues turques. Il est parlé par les Iakoutes en Sibérie, plus précisément en république de Sakha, aussi appelée Iakoutie.

## Classification
Le iakoute fait partie de la famille des langues turques sibériennes, qui inclut également le touvain. Cette famille est un sous-groupe des langues turques, qui appartient à la famille des langues altaïques.
Comme le turc, le iakoute utilise l’harmonie vocalique, c’est une langue agglutinante et n’a pas de genre grammatical. C’est une langue SOV (sujet-objet-verbe).

## Répartition géographique

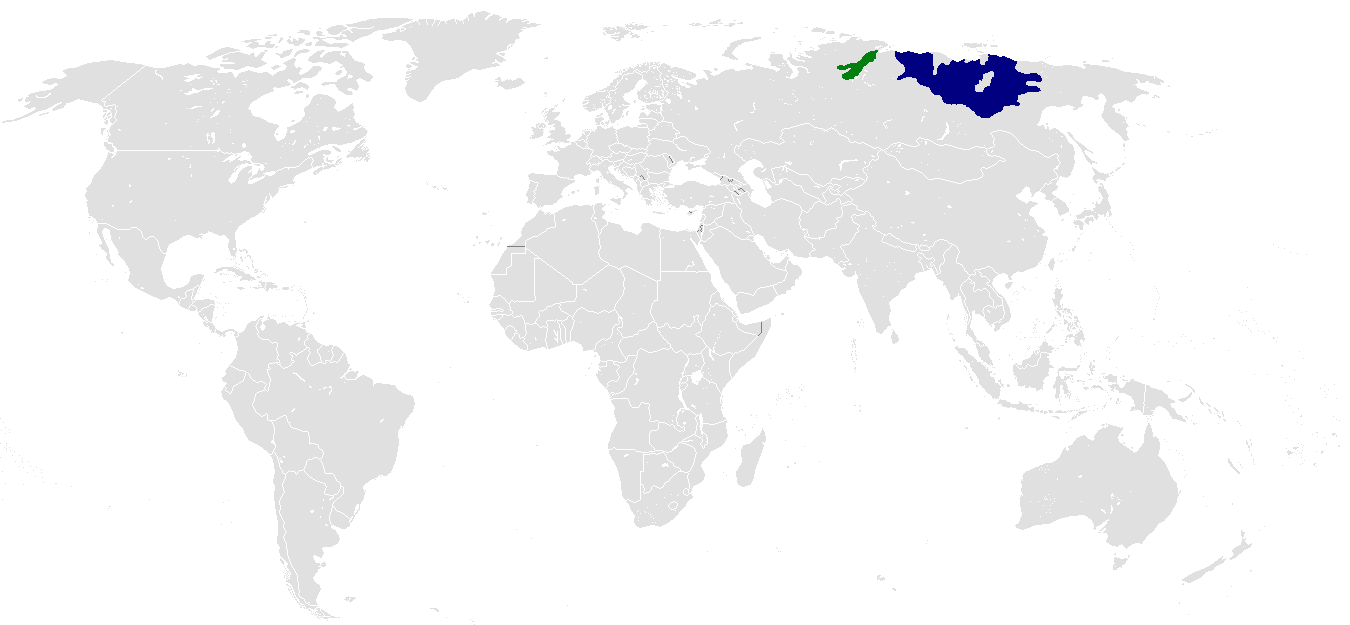
L’aire où est parlé le iakoute est représentée en bleu.

Le iakoute est principalement parlé en république de Iakoutie. Il est aussi utilisé par des Iakoutes dans le kraï de Khabarovsk, et à quelques autres endroits de la Russie, de la Turquie et du reste du monde. Il sert de langue véhiculaire avec les autres ethnies minoritaires de la république de Iakoutie[réf. nécessaire].

## Écriture

Disposition de clavier iakoute.

Le iakoute s’écrit avec une variante de l’alphabet cyrillique basée sur l’alphabet russe, mais qui comporte cinq lettres en plus pour noter des sons qui n’existent pas en russe : Ҕ, Ҥ, Ө, Һ et Ү.
| Lettre  | Transcription (Alphabet turcique uniforme) | Latin lettre (Yañalif) (1929 - 1939) | Prononciation (API) | Prononciation approximative             |
| ------- | ------------------------------------------ | ------------------------------------ | ------------------- | --------------------------------------- |
| А а     | a                                          | A a                                  | /a/                 | a                                       |
| Б б     | b                                          | B ʙ                                  | /b/                 | b                                       |
| В в     | v                                          | -                                    | /v/                 | v                                       |
| Г г     | g                                          | G g                                  | /ɡ/                 | g                                       |
| Д д     | d                                          | D d                                  | /d/                 | d                                       |
| Дь дь   | c                                          | Ç ç                                  | /ɟ/                 | dy                                      |
| Ҕ ҕ     | ğ                                          | Ƣ ƣ                                  | /ɣ, ʁ/              | r français                              |
| Е е     | e, ye                                      | -                                    | /e, je/             | é, yé                                   |
| Ё ё     | yo                                         | -                                    | /jo/                | yo                                      |
| Ж ж     | j                                          | -                                    | /ʒ/                 | j                                       |
| З з     | z                                          | -                                    | /z/                 | z                                       |
| И и     | i                                          | I i                                  | /i/                 | i                                       |
| Й й     | y                                          | J j                                  | /j, ȷ̃/              | y                                       |
| К к     | k                                          | K k                                  | /k, q/              | k                                       |
| Л л     | l                                          | L l                                  | /l/                 | l                                       |
| (Ль ль) | l                                          | Lj lj                                | /ʎ/                 | L'orthographe moderne n'est pas fournie |
| М м     | m                                          | M m                                  | /m/                 | m                                       |
| Н н     | n                                          | N n                                  | /n/                 | n                                       |
| Ҥ ҥ     | ñ                                          | Ꞑ ꞑ                                  | /ŋ/                 | ng                                      |
| Нь нь   | n’                                         | nj                                   | /ɲ/                 | gn                                      |
| О о     | o                                          | O o                                  | /o/                 | o                                       |
| Ө ө     | ö                                          | Ɵ ɵ                                  | /ø/                 | eu                                      |
| П п     | p                                          | P p                                  | /p/                 | p                                       |
| Р р     | r                                          | R r                                  | /ɾ/                 | r roulé                                 |
| С с     | s                                          | S s                                  | /s/                 | s                                       |
| Һ һ     | h                                          | H h                                  | /h/                 | h                                       |
| Т т     | t                                          | T t                                  | /t/                 | t                                       |
| У у     | u                                          | U u                                  | /u/                 | ou                                      |
| Ү ү     | ü                                          | Y y                                  | /y/                 | u                                       |
| Ф ф     | f                                          | -                                    | /f/                 | f                                       |
| Х х     | x ou q                                     | Q q                                  | /x/                 | kh                                      |
| Ц ц     | ts                                         | -                                    | /t͡s/                | ts                                      |
| Ч ч     | ç                                          | C c                                  | /t͡ʃ/                | tch                                     |
| Ш ш     | ş                                          | -                                    | /ʃ/                 | ch                                      |
| Щ щ     | şç                                         | -                                    | /ɕː/                | similaire au sh dans shi, rallongé      |
| Ъ ъ     | ʼ                                          | -                                    |                     |                                         |
| Ы ы     | ı                                          | Ƅ ƅ                                  | /ɯ/                 | entre i et ou                           |
| Ь ь     | ˮ                                          | -                                    |                     |                                         |
| Э э     | e                                          | E e                                  | /e/                 | é                                       |
| Ю ю     | yu                                         | -                                    | /ju/                | you                                     |
| Я я     | ya                                         | -                                    | /ja/                | ya                                      |

Les lettres В, Е, Ё, Ж, З, Ф, Ц, Ш, Щ, Ъ, Ь (sauf dans les digrammes дь et нь), Ю et Я ne sont utilisées que dans des mots étrangers (le plus souvent empruntés au russe).
Les voyelles longues sont notées en doublant les voyelles : аа, ии, оо, өө, уу, үү, ыы, ээ.

## Prononciation

### Voyelles et harmonie vocalique
Le iakoute a vingt phonèmes vocaliques : 8 voyelles courtes, 8 longues et 4 diphtongues.
|              |               | Courtes | Courtes  | Longues | Longues | Diphtongues |
| Fermées      | Ouvertes      | Fermées | Ouvertes |         |         | Diphtongues |
| ------------ | ------------- | ------- | -------- | ------- | ------- | ----------- |
| Antérieures  | Non arrondies | /i/ и   | /e/ э    | /iː/ ии | /eː/ ээ | /ie/ иэ     |
| Antérieures  | Arrondies     | /y/ ү   | /ø/ ө    | /yː/ үү | /øː/ өө | /yø/ үө     |
| Postérieures | Non arrondies | /ɯ/ ы   | /a/ а    | /ɯː/ ыы | /aː/ аа | /ɯa/ ыа     |
| Postérieures | Arrondies     | /u/ у   | /o/ о    | /uː/ уу | /oː/ оо | /uo/ уо     |

La longueur des voyelles est importante, parce qu’elle permet de distinguer certains mots, par exemple аат aat (« prénom ») et ат at (« cheval »).
L’harmonie vocalique, typique des langues turques, existe aussi en iakoute : les voyelles sont réparties en quatre classes, chacune correspondant à une ligne du tableau ci-dessus. Un suffixe ajouté à un mot doit avoir une voyelle de la même classe que la dernière voyelle du mot ; pour cette raison, les suffixes ont quatre formes. Ainsi, le suffixe du pluriel a les formes suivantes : -лар, -лэр, -лор, -лөр (-lar, -ler, -lor, -lör), en fonction du mot auquel il est attaché.

### Assimilation
L’ajout de suffixes provoque de nombreuses modifications à la dernière consonne d’un mot. К, п, с et х se voisent en г, б, һ et ҕ si on ajoute un suffixe commençant par une voyelle : биэс bies (« cinq ») devient биэһи biehi au datif.
Ajouter un suffixe qui commence par une consonne à un mot terminé par une consonne peut entraîner des incompatibilités ; pour cette raison, l’une des deux consonnes est changée, voire les deux, selon les règles suivantes :
- т + л → тт,
- н + л → нн,
- ҥ + ҕ → ҥҥ,
- х + ҕ → хх,
- т + б → пп,
- н + б → мм,
- н + ҕ → ҥҥ,
- л devient :
  - д après й ou р,
  - т après к, п, с, з, т, х,
  - н après м, н, ҥ ;
- б devient :
  - п après к, п, с, з, т, х,
  - м après м, н, ҥ ;
- ҕ devient :
  - г après й, л, р,
  - к après к, п, с, з, т,
  - ҥ après м, н, ҥ.

En raison de l’harmonie vocalique et des règles d’assimilation, un suffixe peut avoir une vingtaine de formes. Par exemple, le suffixe -lar du pluriel peut prendre les formes suivantes :
- ат at « cheval » → аттар attar « chevaux »,
- дьиэ cie « maison » → дьиэлэр cieler « maisons »,
- ох ox « flèche » → охтор oxtor « flèches »,
- үөр üör « troupeau » → үөрдэр üörder « troupeaux ».

## Grammaire
Le iakoute comporte huit cas : nominatif, partitif, datif, accusatif, ablatif, instrumental, comitatif et comparatif. Ces deux derniers sont les plus rares : le comitatif indique l’accompagnement et se traduit par « avec », et le comparatif indique la supériorité (« plus … que »).

### Noms
Le pluriel des noms est indiqué par le suffixe -lar qui peut prendre de nombreuses formes, comme expliqué précédemment.

#### Suffixes possessifs
En iakoute, la possession est exprimée en mettant le possesseur avant l’objet possédé, mais celui-ci doit aussi avoir un suffixe possessif.
| Personne | Singulier      | Pluriel                |
| -------- | -------------- | ---------------------- |
| 1re      | -м             | -быт, -бут, -бит, -бүт |
| 2e       | -ҥ             | -ҕыт, -ҕут, -ҕит, -ҕүт |
| 3e       | -а, -о, -э, -ө | -лар, -лэр, -лор, -лөр |

Ainsi, « ton père » se dit эн аҕаҥ en ağañ (« père » se disant аҕа ağa). Pour un mot qui se termine par une consonne, à la première et à la deuxième personne du singulier, une voyelle intercalaire est insérée : кэргэн kergen (« mari ») → мин кэргэним min kergenim (« mon mari »).

#### Suffixes de cas
Les cas sont indiqués par des suffixes. Leur forme de base est présentée ci-dessous, mais ils sont aussi sujets à l’harmonie vocalique ainsi qu’aux règles d’assimilation, ce qui fait qu’ils ont généralement 16 ou 20 formes possibles. Les noms pourvus d’un suffixe possessif ont des terminaisons différentes.
| Cas          | Suffixes                           |
| ------------ | ---------------------------------- |
| Nominatif    | —                                  |
| Partitif     | -та, -да, -ла, -на                 |
| Datif        | -та, -га, -ка, -ха, -ҥа            |
| Accusatif    | -ны, ы                             |
| Ablatif      | -ттан, -тан                        |
| Instrumental | -нан, -ынан                        |
| Comitatif    | -лыын, -тыын, -дыын, -ныын         |
| Comparatif   | -тааҕар, -дааҕар, -лааҕар, -нааҕар |

| Sens         | cheval   | flèche   |
| ------------ | -------- | -------- |
| Nominatif    | ат       | ох       |
| Partitif     | атта     | охто     |
| Datif        | акка     | оххо     |
| Accusatif    | аты      | оҕу      |
| Ablatif      | аттан    | охтон    |
| Instrumental | атынан   | оҕунан   |
| Comitatif    | аттыын   | охтуун   |
| Comparatif   | аттааҕар | охтооҕор |

### Pronoms personnels
Le iakoute a six pronoms personnels. Ils se déclinent comme les noms, mais ils n’ont pas de partitif.
| Nombre       | Singulier    | Singulier    | Singulier  | Pluriel       | Pluriel      | Pluriel       |
| Personne     | 1re          | 2e           | 3e         | 1re           | 2e           | 3e            |
| ------------ | ------------ | ------------ | ---------- | ------------- | ------------ | ------------- |
| Nominatif    | мин          | эн           | кини       | биһиги        | эһиги        | кинилэр       |
| Datif        | миэхэ        | эйиэхэ       | киниэхэ    | биһиэхэ       | эһиэхэ       | кинилэргэ     |
| Accusatif    | миигин       | эйигин       | кинини     | биһигини      | эһигини      | кинилэри      |
| Ablatif      | миигиттэн    | эйигиттэн    | киниттэн   | биһигиттэн    | эһигиттэн    | кинилэртэн    |
| Instrumental | миигинэн     | эйигинэн     | кининэн    | биһигинэн     | эһигинэн     | кинилэринэн   |
| Comitatif    | миигинниин   | эйигинниин   | кинилиин   | биһигинниин   | эһигинниин   | кинилэрдиин   |
| Comparatif   | миигиннээҕэр | эйигиннээҕэр | кинитээҕэр | биһигиннээҕэр | эһигиннээҕэр | кинилэрдээҕэр |

### Numéraux
| 1    | 2        | 3         | 4         | 5        | 6        | 7         | 8        | 9         |
| ---- | -------- | --------- | --------- | -------- | -------- | --------- | -------- | --------- |
| биир | икки     | үс        | түөрт     | биэс     | алта     | сэттэ     | аҕыс     | тоҕус     |
| 10   | 20       | 30        | 40        | 50       | 60       | 70        | 80       | 90        |
| уон  | сүүрбэ   | отут      | түөрт уон | биэс уон | алта уон | сэттэ уон | аҕыс уон | тоҕус уон |
| 100  | 1 000    | 1 000 000 |           |          |          |           |          |           |
| сүүс | тыһыынча | мөлүйүөн  |           |          |          |           |          |           |

Les numéraux se déclinent comme les noms. Dans le cas d’un numéral composé, on ne décline que le dernier.

## Exemples
| Français | Iakoute | Transcription |
| -------- | ------- | ------------- |
| terre    | сир     | sir           |
| ciel     | халлаан | xallaan       |
| eau      | уу      | uu            |
| feu      | уот     | uot           |
| homme    | киһи    | kihi          |
| femme    | дьахтар | caxtar        |
| manger   | аһаа    | ahaa          |
| boire    | ис      | is            |
| grand    | улахан  | ulaxan        |
| petit    | кыра    | kıra          |
| nuit     | түүн    | tüün          |
| jour     | күн     | kün           |

Article 1 de la Déclaration universelle des droits de l'homme à Iakoute:
| L'alphabet de Novgorodov 1920-1929 (latin/IPA) | зɔn barɯta beje sltatɯgar nna bɯra:bɯgar teŋ blan try:ller. kiniler barɯ rk:n jd:q, sbasta:q blan try:ller, nna beje bejeleriger tɯlga ki:riniges bɯhɯ:lara dɔʃɔrdɔhu: tɯ:nna:q blqta:q.                       |
| Alphabet latin 1929-1939 (Yanalif)             | Çon вarьta вeje suoltatьgar uonna вьraaвьgar teꞑ вuolan tɵryyller. Kiniler вarь ɵrkɵn ɵjdɵɵq, suoвastaaq вuolan tɵryyller, uonna вeje вejeleriger tьlga kiiriniges вьhььlara doƣordohuu tььnnaaq вuoluoqtaaq.  |
| Cyrillique moderne 1939 - présent.             | Дьон барыта бэйэ суолтатыгар уонна быраабыгар тэҥ буолан төрүүллэр. Кинилэр бары өркөн өйдөөх, суобастаах буолан төрүүллэр, уонна бэйэ бэйэлэригэр тылга кииринигэс быһыылара доҕордоһуу тыыннаах буолуохтаах. |
| Traduction française                           | Tous les êtres humains naissent libres et égaux en dignité et en droits. Ils sont doués de raison et de conscience et doivent agir les uns envers les autres dans un esprit de fraternité.                     |